# 尼維爾伯爵和公爵列表
本列表列出尼維爾伯國的歷代伯爵，以及1539年後的歷代公爵。其首府為尼維爾。

## 尼維爾伯爵
- 朗德里（法语：Landry de Nevers），989年—1028年
- 雷諾一世，1028年—1040年
- 威廉一世，1040年—1100年
- 威廉二世，1100年—1148年
- 威廉三世，1148年—1161年
- 威廉四世，1161年—1168年
- 居伊，1168年—1175年
- 威廉五世，1175年—1181年
- 阿格尼絲一世，1181年—1193年
- 瑪蒂爾德一世，1193年—1257年
- 瑪蒂爾德二世，1257年—1262年
  - 厄德（英语：Odo, Count of Nevers），1257年—1262年
- 約蘭德，1262年—1280年
  - 佛蘭德的羅貝爾，1272年—1280年
- 路易一世，1280年—1322年
- 路易二世，1322年—1346年
- 路易三世，1346年—1384年
- 若望一世，1384年—1404年，勃艮第公爵（1404年—1419年）
- 菲利普二世，1404年—1415年
- 夏爾一世，1415年—1464年
- 若望二世，1464年—1491年
- 克萊沃的英格貝特，1491年—1506年
- 夏爾二世，1506年—1521年
- 法蘭索瓦一世，1521年—1539年

## 尼維爾公爵
- 法蘭索瓦一世，1539年—1561年
- 法蘭索瓦二世（英语：François II, Duke of Nevers），1561年—1562年
- 雅各（英语：Jacques, Duke of Nevers），1562年—1564年
- 亨麗埃特，1564年—1601年
  - 盧多維科·貢扎加，1565年—1595年
- 卡洛一世·貢扎加，1601年—1637年
- 卡洛二世·貢扎加，1637年—1659年
- 朱爾·馬薩林，1659年—1661年
- 菲利普·朱爾·曼齊尼，1661年—1707年